# Campionato oceaniano maschile di pallacanestro 1991
Il 10º campionato oceaniano maschile di pallacanestro FIBA (noto anche come FIBA Oceania Championship 1991) si è svolto dal 1º giugno al 7 giugno 1991 in Nuova Zelanda.
I campionati oceaniani maschili di pallacanestro sono una manifestazione biennale tra le squadre nazionali del continente, organizzata dalla FIBA Oceania. Storicamente questo torneo è disputato dalle sole nazionali dell'Australia e della Nuova Zelanda.

## Squadre partecipanti
- Australia
- Nuova Zelanda

## Gare
| Data      | Squadra   | Punteggio | Squadra       | Serie           |
| 1º giugno | Australia | 96 - 79   | Nuova Zelanda | 1 - 0 Australia |
| 7 giugno  | Australia | 74 - 57   | Nuova Zelanda | 2 - 0 Australia |

## Campione
Australia
(10º titolo)